# Rita de Cássia Oliveira
Rita de Cássia Oliveira, mais conhecida como Rita de Cássia (Itapira, 26 de fevereiro de 1965) é uma cantora brasileira. Filha de José Carlos de Oliveira e Jandira Pinheiro de Oliveira.

## Biografia
Aos quatro anos de idade, a cantora surpreendeu a pequena cidade paulista de Itapira, onde nasceu, ao entrar para o coro da igreja local. Com apenas dezesseis anos, mudou-se para Campinas, onde desenvolveu sua voz de soprano com a professora Niza Thank e começou a cantar profissionalmente em casas noturnas. Em 86, mudou-se para o Rio de Janeiro e destacou-se na noite carioca em casas como Chiko’s Bar, Le Streghe, Maxim’s, Teatro Piano Bar e Cálice Bar. Neste período, gravou muitos jingles e participou de inúmeros festivais em diversas cidades brasileiras, interpretando a música Leilão, de Carlota Marques e Paulo César Feital, vencendo sempre como melhor música e melhor intérprete.
Em 92 conhece o pianista Luís Carlos Vinhas, um dos precursores da bossa nova. Fazem vários shows por todo o Brasil, principalmente em casas no Rio de Janeiro e São Paulo. Em 93, com o nome de Rita de Cássia, a cantora assina com a Polygram e lança no ano seguinte o disco Ouça, recriando a obra de Maysa, tendo recebido críticas elogiosas em vários jornais e revistas.
Rita gravou também várias faixas para novelas da Rede Globo como Dom de Iludir, de Caetano Veloso, para O Mapa da Mina, Melhores Dias, de Dudu Falcão, para Sonho Meu e a única inédita de seu disco, Seja lá como for, de Ary Carvalho e Reginaldo Bessa, para A Viagem e Cama Vazia de Celso Fonseca para a novela Passione. Gravou ainda a canção Sem Pecado, de Edu Lobo e Aldir Blanc, em dueto com Edu no disco Corrupião, trabalho do compositor que foi incensado por Quincy Jones.
Em 94 faz a sua primeira temporada no Skylab Bar, no Rio de Janeiro. Rita de Oliveira foi elogiada por nomes como Nana Caymmi, Ivan Lins, Cauby Peixoto e Gal Costa.
Em 98/99 inaugura um novo espaço musical no Rio, nos salões do Iate Clube do Rio de Janeiro.
De volta ao Rio de Janeiro após cinco anos, realiza em 2009, o elogiado show Rita de Cássia canta Maysa interpretando grandes sucessos da cantora.
Em janeiro 2010, dublada pela atriz Adriana Esteves, Rita de Cássia faz a voz de Dalva de Oliveira na microssérie "Dalva e Herivelto - Uma canção de amor" da Rede Globo. Entra para a trilha sonora da novela Passione, da Rede Globo, com a música de Cama vazia do compositor e cantor Celso Fonseca.
Atualmente vem garimpando músicas para seu novo CD.

## Discografia
1993 - Ouça - Polygram - LP-CD-K7